# Bad Zwesten
Bad Zwesten (bis 1992 Zwesten) ist eine Gemeinde im nordhessischen Schwalm-Eder-Kreis, in der es eine unter dem Namen Bad Zwestener Löwensprudel bekannte Mineralquelle gibt. Der Ort ist ein Kurort mit zwei Kliniken, der als Heilquellenkurbetrieb und Luftkurort seit 1992 den Namenszusatz Bad führt.

## Geografie

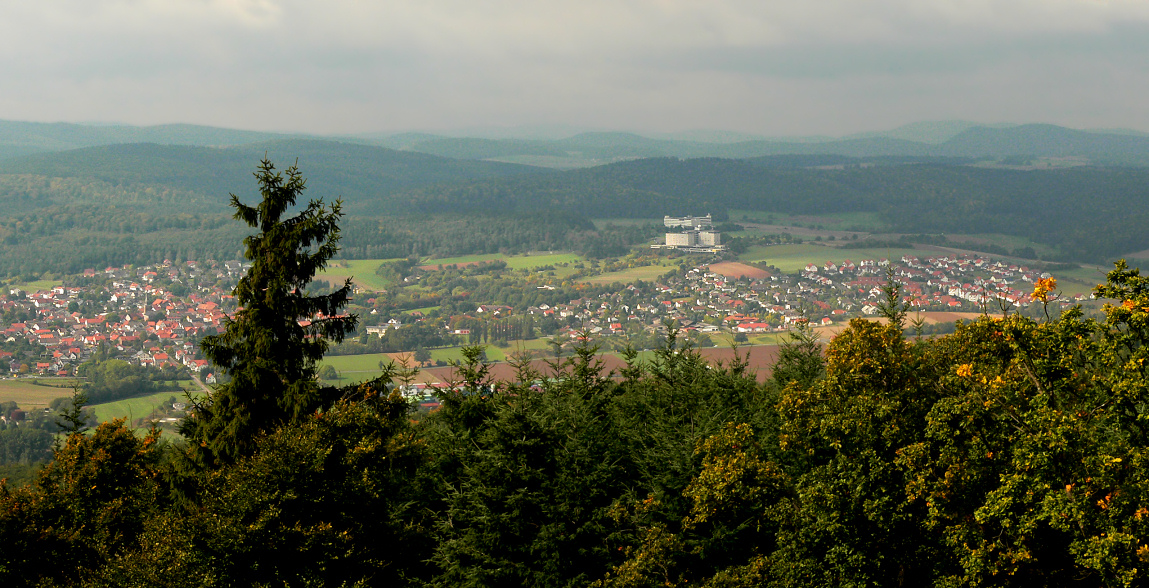
Bad Zwesten vom Berg Altenburg gesehen, links der alte Ortskern mit Kirche, rechts Neubaugebiet und Hardtwaldkliniken

### Geografische Lage
Bad Zwesten liegt in den östlichen Ausläufern des Kellerwalds etwa 8 km (Luftlinie) südöstlich von Bad Wildungen. Der Ort mit seinen Ortsteilen befindet sich in den Tälern der Schwalm, eines südlichen Nebenflusses der Eder, und ihrer Zuflüsse Wälzebach und Urff. Außerdem liegt er an der Ostgrenze des Naturparks Kellerwald-Edersee. Die südlichen Ortsteile Oberurff-Schiffelborn und Niederurff befinden sich an der Urff, die unterhalb von Niederurff in die Schwalm mündet. Die höchste Erhebung ist der 636 Meter hohe Hunsrück im Kellerwald, nicht zu verwechseln mit dem westlich des Rheins gelegenen Mittelgebirge Hunsrück.

### Nachbargemeinden
Bad Zwesten grenzt im Norden an die Stadt Fritzlar, im Osten an die Stadt Borken, im Süden an die Gemeinden Neuental und Jesberg (alle im Schwalm-Eder-Kreis) sowie im Westen an die Gemeinde Haina und die Stadt Bad Wildungen (beide im Landkreis Waldeck-Frankenberg).

### Gemeindegliederung
- Bad Zwesten (Sitz der Gemeindeverwaltung): 2514 Einwohner
- Betzigerode: 184 Einwohner
- Niederurff: 382 Einwohner
- Oberurff-Schiffelborn: 568 Einwohner
- Wenzigerode: 167 Einwohner

Einwohnerzahlen Stand Dezember 2021

## Geschichte

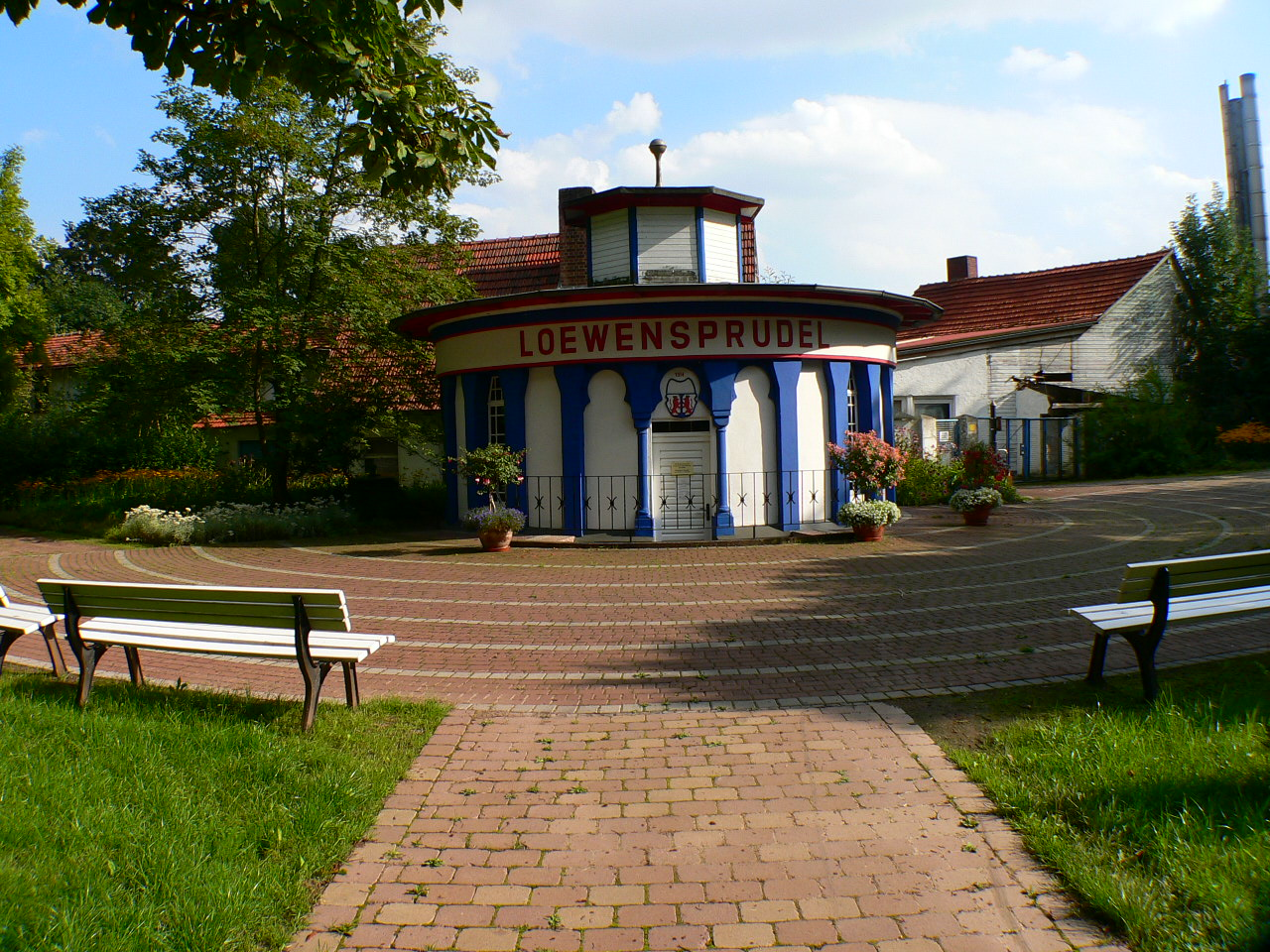
Brunnentempel Zwesten

Die älteste bekannte schriftliche Erwähnung von Zwesten erfolgte in der ersten Hälfte des 9. Jahrhunderts im Codex Eberhardi als „Tuwesten“.
1538 kam es bei der Hochzeit Otto von Löwensteins zu gewalttätigen Auseinandersetzungen zwischen adligen Festteilnehmern und aufgebrachten Bauern des Dorfes, der sogenannten „Zwestener Bluthochzeit“.
Der seit Jahrhunderten bekannte Sauerbrunnen südlich des Ortes wurde 1914 mit einer Brunneneinfassung versehen. Ab 1922 wurde die Quelle durch einen Abfüllbetrieb als Zwestener Löwensprudel wirtschaftlich genutzt. Bereits 1932 wurde die Quelle als „gemeinnützig“ anerkannt und 1960 wurde sie zur staatlich anerkannten Heilquelle erklärt. Sie bildete die Grundlage für den Fremdenverkehr.
Im Zuge der Gebietsreform in Hessen wurden zum 31. Dezember 1971 die bis dahin selbständigen Gemeinden Betzigerode, Niederurff, Oberurff-Schiffelborn, Wenzigerode auf freiwilliger Basis eingemeindet. Für alle durch die Gebietsreform eingegliederten Ortsteile wurde je ein Ortsbezirk mit Ortsbeirat und Ortsvorsteher nach der Hessischen Gemeindeordnung eingerichtet.
1992 wurde die Gemeinde Kurort. Dabei wurde ihr das Prädikat Heilbad verliehen und der Name in „Bad Zwesten“ geändert. Das Prädikat wurde 2012 in „Heilquellenkurbetrieb und Luftkurort“ geändert.

## Bevölkerung
Einwohnerstruktur 2011
Nach den Erhebungen des Zensus 2011 lebten am Stichtag, den 9. Mai 2011, in Bad Zwesten 3917 Einwohner. Nach dem Lebensalter waren 716 Einwohner unter 18 Jahren, 1582 zwischen 18 und 49, 917 zwischen 50 und 64 und 708 Einwohner waren älter. Unter den Einwohnern waren 155 (4,0 %) Ausländer, von denen 84 aus dem EU-Ausland, 34 aus anderen europäischen Ländern und 34 aus anderen Staaten kamen.
Die Einwohner lebten in 1798 Haushalten. Davon waren 576 Singlehaushalte, 468 Paare ohne Kinder und 518 Paare mit Kindern sowie 201 Alleinerziehende und 36 Wohngemeinschaften. In 297 Haushalten lebten ausschließlich Senioren und in 1248 Haushaltungen lebten keine Senioren.
Einwohnerentwicklung
| Quelle: Historisches Ortslexikon |                 |
| • 1575/85:                       | 105 Hausgesesse |
| • 1742:                          | 122 Häuser      |
| • 1747:                          | 119 Hausgesesse |

| Bad Zwesten: Einwohnerzahlen von 1774 bis 2020 | Bad Zwesten: Einwohnerzahlen von 1774 bis 2020 | Bad Zwesten: Einwohnerzahlen von 1774 bis 2020 | Bad Zwesten: Einwohnerzahlen von 1774 bis 2020 | Bad Zwesten: Einwohnerzahlen von 1774 bis 2020 |
| --- | ---------------------------------------------- | ---------------------------------------------- | ---------------------------------------------- | ---------------------------------------------- |
| Jahr |                                                |                                                |                                                | Einwohner                                      |
| 1774 | 1774                                           |                                                | 694                                            | 694                                            |
| 1800 | 1800                                           |                                                | ?                                              | ?                                              |
| 1834 | 1834                                           |                                                | 1.079                                          | 1.079                                          |
| 1840 | 1840                                           |                                                | 657                                            | 657                                            |
| 1846 | 1846                                           |                                                | 1.086                                          | 1.086                                          |
| 1852 | 1852                                           |                                                | 1.070                                          | 1.070                                          |
| 1858 | 1858                                           |                                                | 979                                            | 979                                            |
| 1864 | 1864                                           |                                                | 960                                            | 960                                            |
| 1871 | 1871                                           |                                                | 875                                            | 875                                            |
| 1875 | 1875                                           |                                                | 849                                            | 849                                            |
| 1885 | 1885                                           |                                                | 870                                            | 870                                            |
| 1895 | 1895                                           |                                                | 819                                            | 819                                            |
| 1905 | 1905                                           |                                                | 769                                            | 769                                            |
| 1910 | 1910                                           |                                                | 811                                            | 811                                            |
| 1925 | 1925                                           |                                                | 912                                            | 912                                            |
| 1939 | 1939                                           |                                                | 907                                            | 907                                            |
| 1946 | 1946                                           |                                                | 1.449                                          | 1.449                                          |
| 1950 | 1950                                           |                                                | 1.485                                          | 1.485                                          |
| 1956 | 1956                                           |                                                | 1.252                                          | 1.252                                          |
| 1961 | 1961                                           |                                                | 1.257                                          | 1.257                                          |
| 1967 | 1967                                           |                                                | 1.429                                          | 1.429                                          |
| 1980 | 1980                                           |                                                | ?                                              | ?                                              |
| 1990 | 1990                                           |                                                | ?                                              | ?                                              |
| 2000 | 2000                                           |                                                | ?                                              | ?                                              |
| 2010 | 2010                                           |                                                | 3.998                                          | 3.998                                          |
| 2011 | 2011                                           |                                                | 3.917                                          | 3.917                                          |
| 2015 | 2015                                           |                                                | 3.896                                          | 3.896                                          |
| 2020 | 2020                                           |                                                | 3.842                                          | 3.842                                          |
| Datenquelle: Historisches Gemeindeverzeichnis für Hessen: Die Bevölkerung der Gemeinden 1834 bis 1967. Wiesbaden: Hessisches Statistisches Landesamt, 1968. Weitere Quellen: LAGIS; Statistische Berichte, Zensus 2011 |                                                |                                                |                                                |                                                |

Historische Erwerbstätigkeit
| • 1961 | Erwerbspersonen: 170 Land- und Forstwirtschaft, 248 produzierendes Gewerbe, 64 Handel und Verkehr, 84 Dienstleistungen und Sonstiges |

## Religion

### Historische Religionszugehörigkeit
| Quelle: Historisches Ortslexikon |                                                                                                |
| • 1861:                          | 890 evangelisch-reformierte, 7 evangelisch-lutherische, 4 katholische, 74 jüdische Einwohner   |
| • 1885:                          | 794 evangelische (= 91,26 %), keine katholischen, 76 jüdische (= 8,74 %) Einwohner             |
| • 1961:                          | 1083 evangelische (= 86,16 %), 158 katholische (= 12,87 %) Einwohner                           |
| • 1987:                          | 2486 evangelische (= 78,30 %), 347 katholische (= 10,63 %), 342 sonstige (= 10,77 %) Einwohner |
| • 2011:                          | 2512 evangelische (= 64,16 %), 507 katholische (= 12,95 %), 896 sonstige (= 22,89 %) Einwohner |

### Jüdische Gemeinde

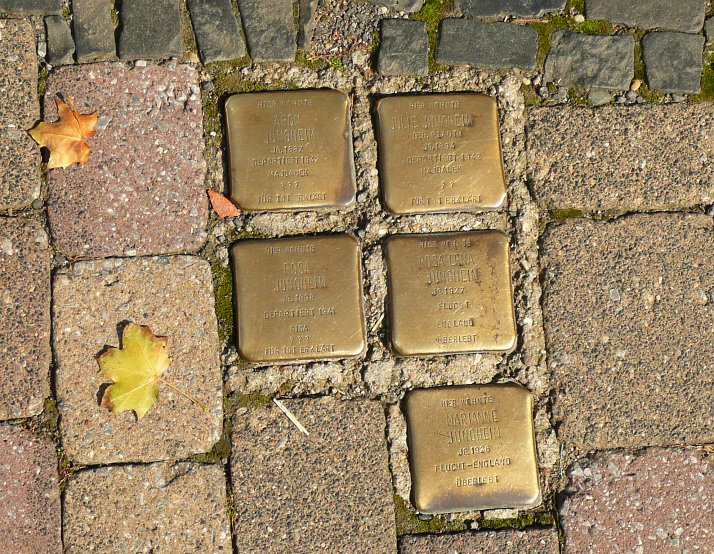
Stolpersteine vor den früheren Wohnhäusern jüdischer Familien in Bad Zwesten

Erstmals urkundlich erwähnt wurden jüdische Mitbürger in Zwesten 1646 als Schutzjuden. Mitte des 18. Jahrhunderts lebten 15 jüdische Familien mit 61 Personen im Ort. In den Nachbardörfern Oberurff und Niederurff lebten zu dieser Zeit 21 bzw. 43 jüdische Personen. Wahrscheinlich wurde in Zwesten um 1741 eine Synagoge gebaut, die 1769 erstmals urkundlich erwähnt wurde. Anfang des 20. Jahrhunderts waren die jüdischen Mitbürger in Vereinen und Verbänden sowie aufgrund ihrer Teilnahme am Ersten Weltkrieg aktiv in das Gemeindeleben eingebunden. Während der Novemberpogrome 1938 wurde die Synagoge geschändet, danach als Scheune benutzt und 1969 abgerissen. 1938 lebten 84 jüdische Mitbürger in Bad Zwesten, von denen viele den Ort verließen. Die letzte Familie wurde 1941 von der Gendarmerie in Jesberg deportiert, so dass der Ort im nationalsozialistischen Sinne als judenfrei galt.

## Politik

### Gemeindevertretung
Die Kommunalwahl am 14. März 2021 lieferte folgendes Ergebnis, in Vergleich gesetzt zu früheren Kommunalwahlen:
| Gemeindevertretung – Kommunalwahlen 2021 | Gemeindevertretung – Kommunalwahlen 2021                                                                         |
| --- | --- |
| Stimmenanteil in %Wahlbeteiligung 57,0 % 50403020100 37,3 (−5,2)29,4 (+4,0)18,6 (+2,9)14,7 (−1,6) SPDCDUGrüneBLd20162021Anmerkungen:d Bürgerliste für Bad Zwesten | Sitzverteilung in der Gemeindevertretung Bad Zwesten 2021Insgesamt 23 Sitze - SPD: 9 - Grüne: 4 - BL: 3 - CDU: 7 |

| Parteien und Wählergemeinschaften | Parteien und Wählergemeinschaften           | % 2021 | Sitze 2021 | % 2016 | Sitze 2016 | % 2011 | Sitze 2011 | % 2006 | Sitze 2006 | % 2001 | Sitze 2001 |
| --------------------------------- | ------------------------------------------- | ------ | ---------- | ------ | ---------- | ------ | ---------- | ------ | ---------- | ------ | ---------- |
| SPD                               | Sozialdemokratische Partei Deutschlands     | 37,3   | 9          | 42,5   | 10         | 34,7   | 8          | 42,4   | 10         | 43,7   | 10         |
| CDU                               | Christlich Demokratische Union Deutschlands | 29,4   | 7          | 25,4   | 6          | 31,9   | 7          | 28,2   | 6          | 30,6   | 7          |
| Grüne                             | Bündnis 90/Die Grünen                       | 18,6   | 4          | 15,7   | 3          | 16,1   | 4          | 11,6   | 3          | 11,6   | 3          |
| Bürgerliste                       | Bürgerliste für Bad Zwesten                 | 14,7   | 3          | 16,3   | 4          | 5,8    | 1          | 9,3    | 2          | 5,9    | 1          |
| FWG                               | Freie Wählergemeinschaft                    | —      | —          | —      | —          | 11,4   | 3          | 8,5    | 2          | 8,2    | 2          |
| Gesamt                            | Gesamt                                      | 100,0  | 23         | 100,0  | 23         | 100,0  | 23         | 100,0  | 23         | 100,0  | 23         |
| Wahlbeteiligung in %              | Wahlbeteiligung in %                        | 57,0   | 57,0       | 55,0   | 55,0       | 69,7   | 69,7       | 58,1   | 58,1       | 67,4   | 67,4       |

### Bürgermeister
Nach der hessischen Kommunalverfassung wird der Bürgermeister für eine sechsjährige Amtszeit gewählt, seit dem Jahr 1993 in einer Direktwahl, und ist Vorsitzender des Gemeindevorstands, dem in der Gemeinde Bad Zwesten neben dem Bürgermeister ehrenamtlich ein Erster Beigeordneter und sieben weitere Beigeordnete angehören. Bürgermeister ist seit dem 1. Juli 2023 der parteiunabhängige Achim Siebert. Er wurde als Nachfolger von Michael Köhler (FDP), der nach vier Amtszeiten nicht wieder kandidiert hatte, am 12. März 2023 im ersten Wahlgang bei 60,6 Prozent Wahlbeteiligung mit 58,7 Prozent der Stimmen gewählt.
Amtszeiten der Bürgermeister
- 2023–2029 Achim Siebert[21]
- 1999–2023 Michael Köhler (FDP)[22]
- 1976–1999 Heinrich Haupt (SPD)
- 1960–1976 Heinrich Schmidt (SPD)

### Ortsbeiräte
Für alle durch die Hessische Gebietsreform eingegliederten Ortsteile besteht je ein Ortsbezirk nach Maßgabe der §§ 81 und 82 HGO und des Kommunalwahlgesetzes in der jeweils gültigen Fassung.
In jedem Ortsbezirk besteht der Ortsbeirat aus fünf bis sieben Mitgliedern.
Der Ortsbeirat des Ortsbezirks wird im Rahmen der Kommunalwahlen gewählt und bestimmt aus seiner Mitte den/die Ortsvorsteher/in. Die Ortsbezirksgrenzen entsprechen den Gemarkungen der ehemaligen Gemeinden.

### Partnerschaften
Die Gemeinde Bad Zwesten unterhält offizielle Partnerschaften mit Chaumont-en-Vexin (Frankreich, seit 1986) und Finsterbergen (Thüringen, seit 1991).

### Wappen
Am 15. September 1967 wurde der Gemeinde Zwesten im damaligen Landkreis Fritzlar-Homberg ein Wappen mit folgender Blasonierung verliehen: „In einem von Silber und Blau schräg-links geteilten Schild oben ein wachsender gold-gekrönter roter Löwe, unten ein silberner Becher mit aufsteigenden Sprudelperlen.“

## Kultur und Sehenswürdigkeiten

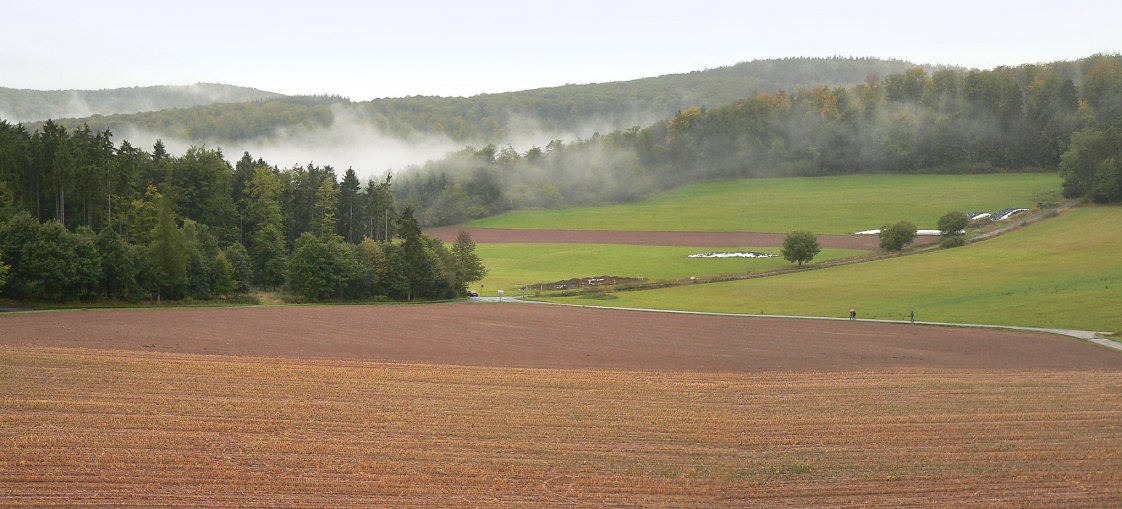
Acker- und Waldlandschaft des Kellerwaldes in Ortsnähe

Die evangelische Kirche in Bad Zwesten wurde im Mittelalter als Wehrkirche erbaut. Sie weist im Turm Schießscharten auf und verfügt in Teilen noch über eine zwei bis drei Meter hohe Wehrmauer, ebenfalls mit Schießscharten.
Das Schloss Zwesten besteht aus einem Herrenhaus und einem so genannten Kavaliershaus, dem ehemaligen Gesindehaus. Der Gebäudekomplex am südlichen Ortsrand entstand im 18. Jahrhundert als landwirtschaftlicher Gutsbetrieb. Das Herrenhaus ließ Wilhelm Treusch von Buttlar 1782 errichten. Der klassizistische Bau wird seit dem Bau einer Portikus um 1915 Schloss genannt. Heute wird die Anlage als Arztpraxis, Wohnhaus und Wellness-Hotel genutzt.
Etwa einen Kilometer nordwestlich des Ortes am Kellerwaldsteig befindet sich auf dem Weg zum 368 m ü. NN hohen Lecktopf der „Sorgenstuhl“, ein Stein mit einer stuhlförmigen Sitzfläche. An ihm können symbolisch Sorgen abgeladen werden, was durch altarmäßig hinterlassene Gegenstände der Besucher deutlich wird.  Eine weitere Felsformation, am Westhang des Treisbergs etwa einen Kilometer westlich des Ortes oberhalb des Wälze-Bachs gelegen, erhielt 2017 den Namen „Hoffnungsfelsen“. Er soll Wanderern die Gelegenheit geben, Hoffnung und Zuversicht zu schöpfen.
Seit 1995 besteht ein Heimatmuseum in einem historischen Wohnhaus im Ortskern. Es stellte die Ortsgeschichte dar und präsentiert historische Einrichtungsgegenstände der Region.
2000 wurden in Bad Zwesten die privat initiierten Bad Zwestener Meisterkonzerte ins Leben gerufen. Die Veranstaltungen der Konzertreihe mit hauptsächlich klassischer sowie zeitgenössischer Musik finden zumeist im Kurhaus oder in der Hardtwaldklinik II statt.
Beim Bad Zwestener Ortsteil Oberurff-Schiffelborn befindet sich die Burgruine Löwenstein auf einer 341 m ü. NN hohen Erhebung. Von der Burg sind Mauerreste, der Burgbrunnen und ein Gewölbekeller erhalten. Die Gebäudereste wurden 2002 aufwendig gesichert. Der Bergfried wurde begehbar gemacht und ist als Aussichtsturm zugänglich. Er bietet weiten Ausblick auf die Schwalmpforte, das Tal der Urff und die Nationalpark-Region Kellerwald-Edersee.
Im Ortsteil Niederurff gibt es eine Wehrkirche, die mit der Burg Niederurff eine Einheit bildete. Davon sind die Wehrmauern mit Schießscharten sowie der Burggraben erhalten. Die Burg war Sitz der Herren von Urff.
Das Schloss Oberurff liegt im Ortsteil Oberurff-Schiffelborn. Es ist ein neubarocker Bau, der 1877 von Prinz Philipp von Hanau-Hořovice, dem jüngsten Sohn des Kurfürsten Friedrich Wilhelm von Hessen-Kassel aus dessen morganatischer Ehe mit Gertrude Lehmann, erbaut wurde. Seit 1952 wird es als Internat genutzt.
Durch Bad Zwesten führt der Kellerwaldsteig, ein Rundwanderweg im Naturpark Kellerwald-Edersee. Der mit Kunstwerken ausgestattete Barbarossaweg X8 führt im Norden der Gemeinde am Ortsteil Wenzigerode vorbei. Die Künstlerinitiative Ars Natura hat darüber hinaus einen Rundweg (Markierung X8a) zwischen Wenzigerode und dem Kernort Bad Zwesten als Kunstwanderweg eingerichtet.
Ein beliebtes Ausflugsziel ist der an der östlichen Gemeindegrenze zu Neuental und Borken gelegene Berg Altenburg (433 m ü. NN) mit Resten der gleichnamigen Ringwallanlage Altenburg. Er bietet mit einem Aussichtsturm den Blick auf Bad Zwesten, den Habichtswald, das Osthessische Bergland und die Nationalpark-Region Kellerwald-Edersee.

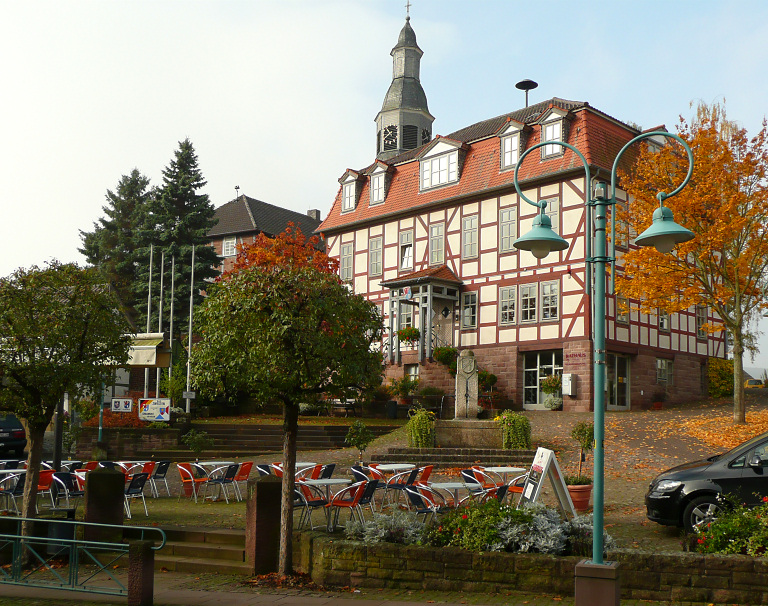
Ortszentrum mit Rathaus, dahinter die  Ev. Kirche
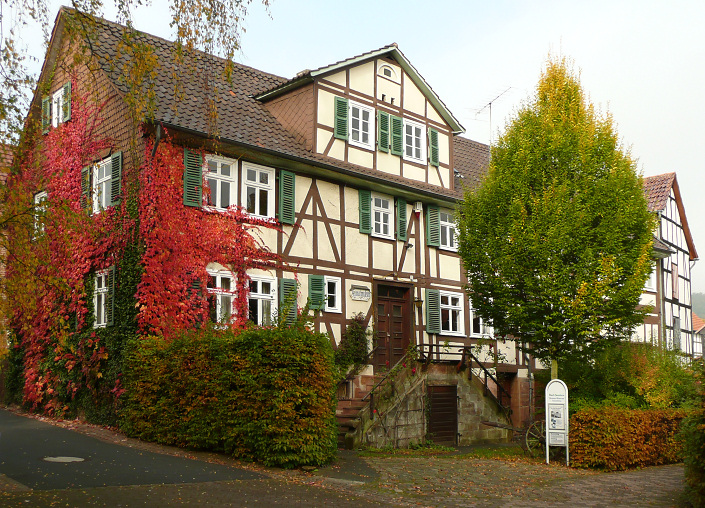
Heimathaus mit Ortsmuseum
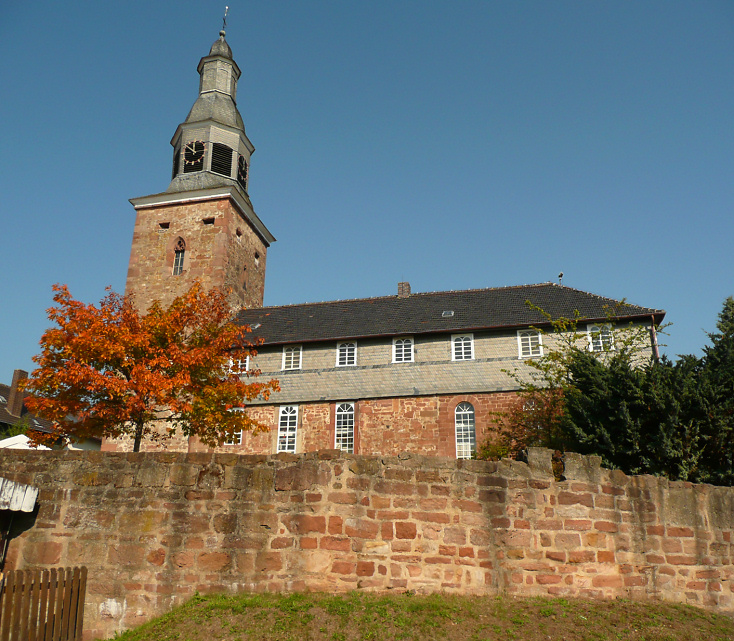
Ev. Kirche, früher Wehrkirche mit umlaufender Wehrmauer
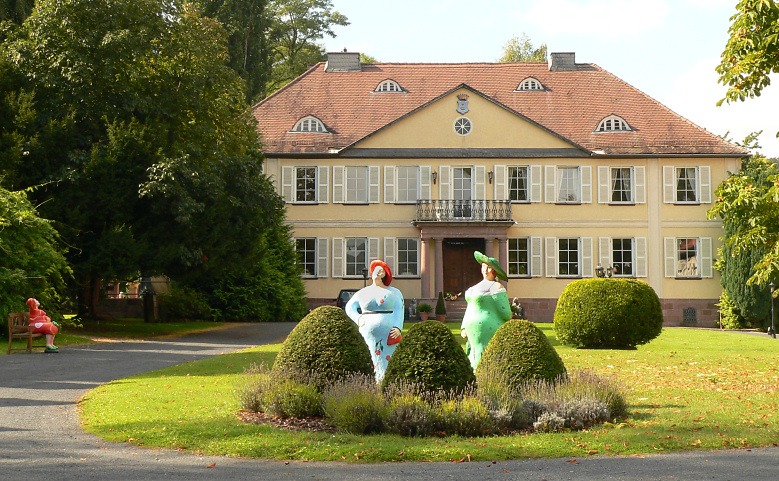
Schloss Zwesten
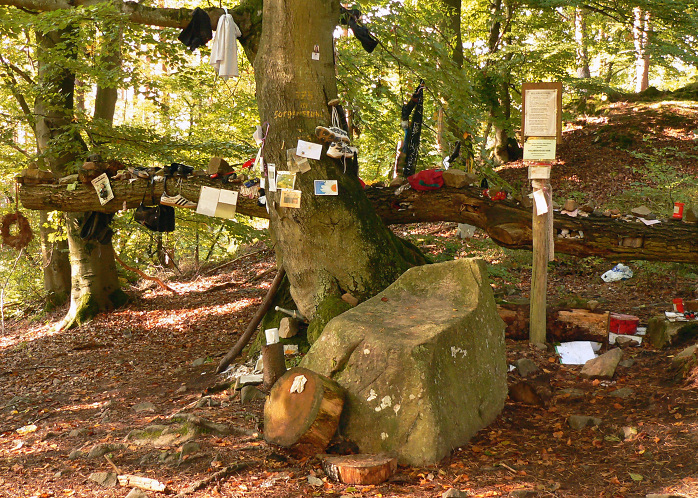
Der Sorgenstuhl aus Stein
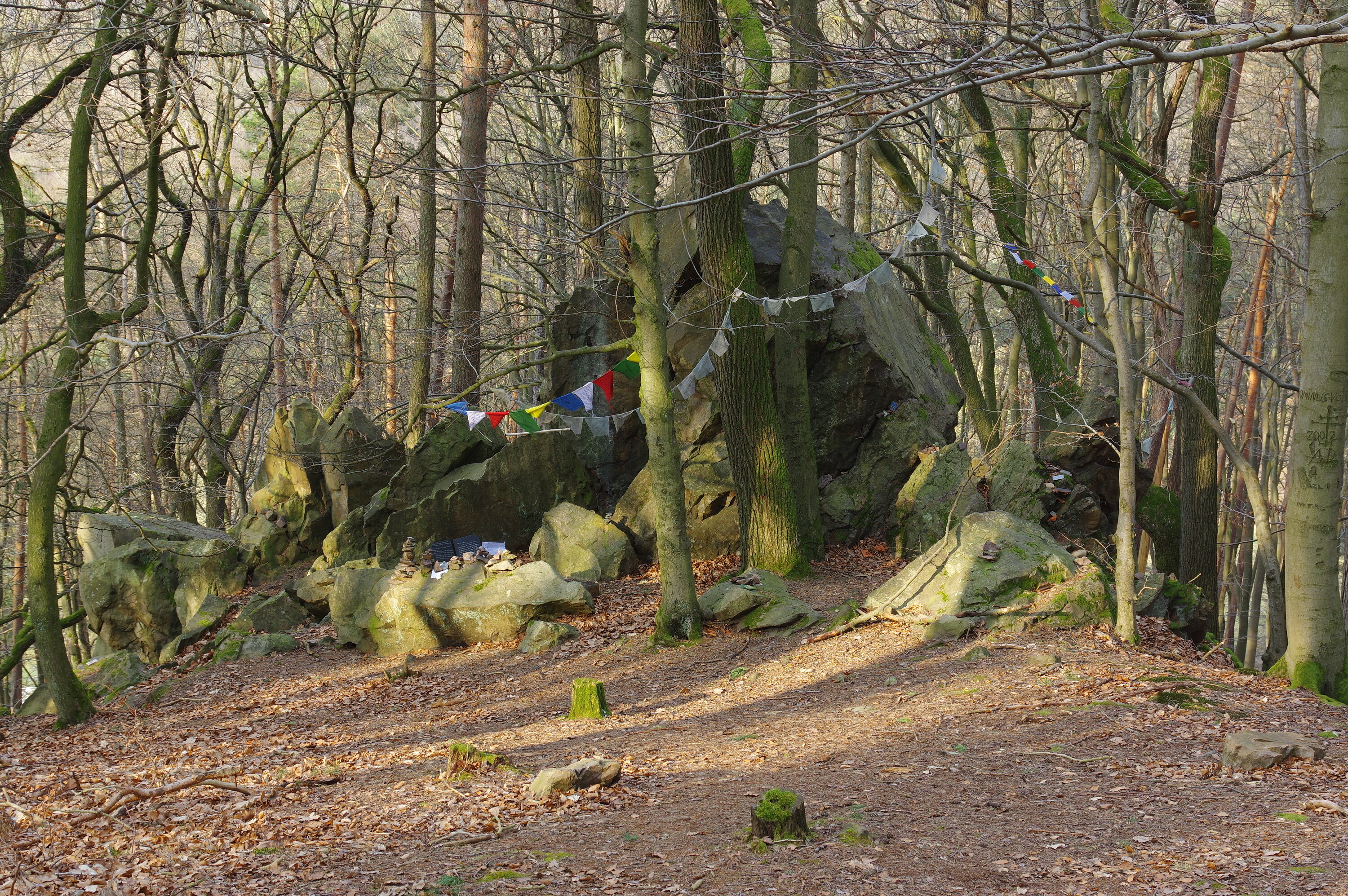
Der Hoffnungsfelsen am Treisberg

## Wirtschaft und Infrastruktur

### Wirtschaft

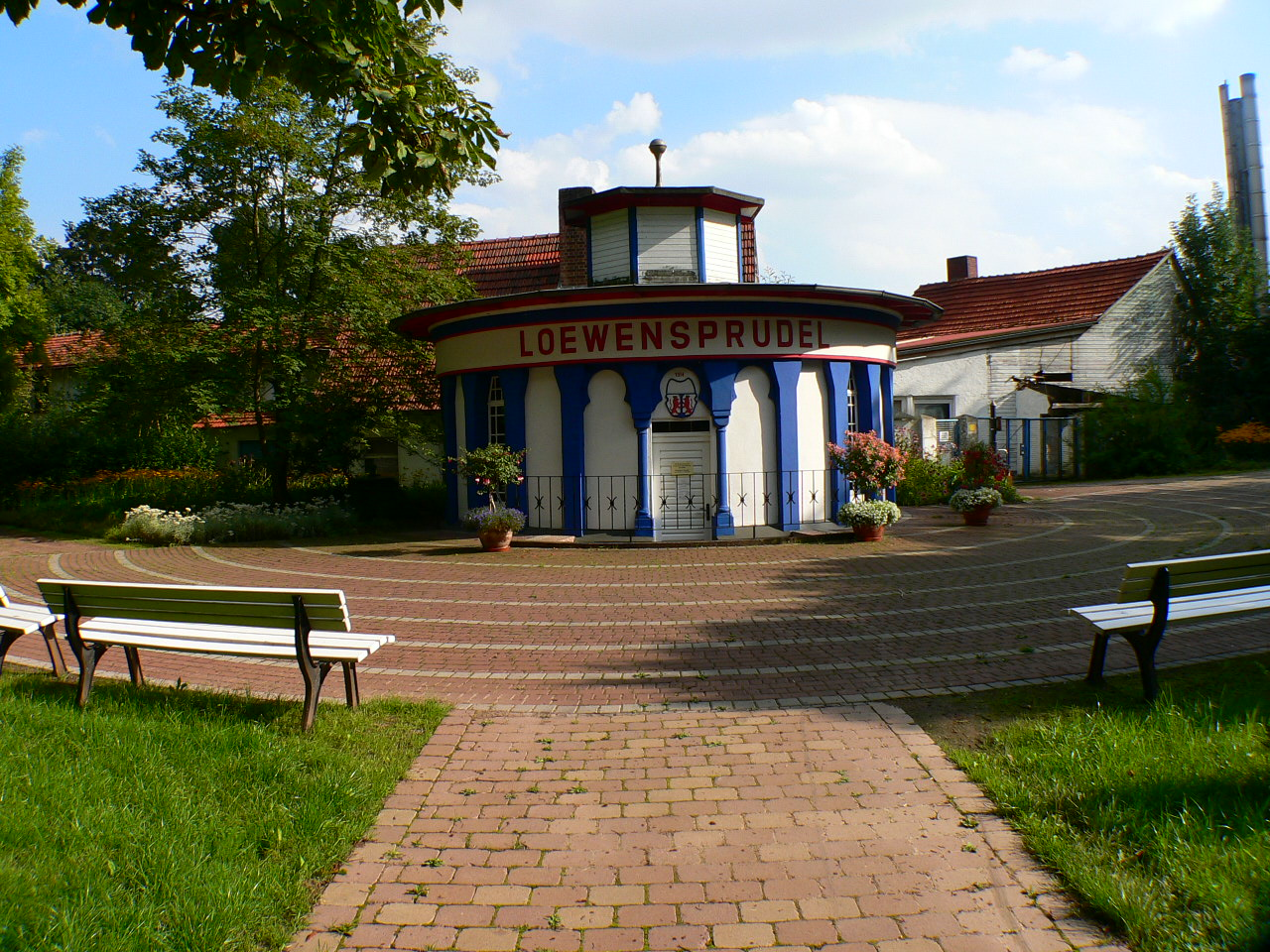
Löwenquelle Brunnentempel

Bad Zwesten verfügt über eine angemessene Infrastruktur und bietet ausreichende Einkaufsmöglichkeiten.

### Kurbetrieb
Der Aufschwung von Bad Zwesten als Heilbad und Luftkurort beruht auf einem Quellgebiet mit mehreren Mineralquellen in südlicher Ortsnähe. Wirtschaftlich wird eine der Quellen zur Herstellung des Bad Zwestener Löwensprudels genutzt, eine andere dient für Trinkkuren im Kurbetrieb. Die Zwestener Quellen liegen an der Straße nach Niederurff in einem parkähnlich gestalteten Gelände, dem „Kurpark am Löwensprudel“. Eine weitere Kurparkanlage ist der Kurpark am Kurhaus nördlich des Ortskerns.

### Kliniken
Oberhalb des Kurortes befinden sich auf einer Anhöhe die Hardtwaldklinik I (Neurologie, Psychiatrie, Psychotherapie und Psychosomatik) und die Hardtwaldklinik II (analytische Psychotherapie, Psychosomatik, Verhaltenstherapie und Psychodrama). Die beiden Fachkliniken verfügen zusammen über etwa 650 Betten. Angeschlossen an die Hardtwaldklinik I ist das Neurologische Zentrum Bad Zwesten, eine Neurologische Akutklinik.

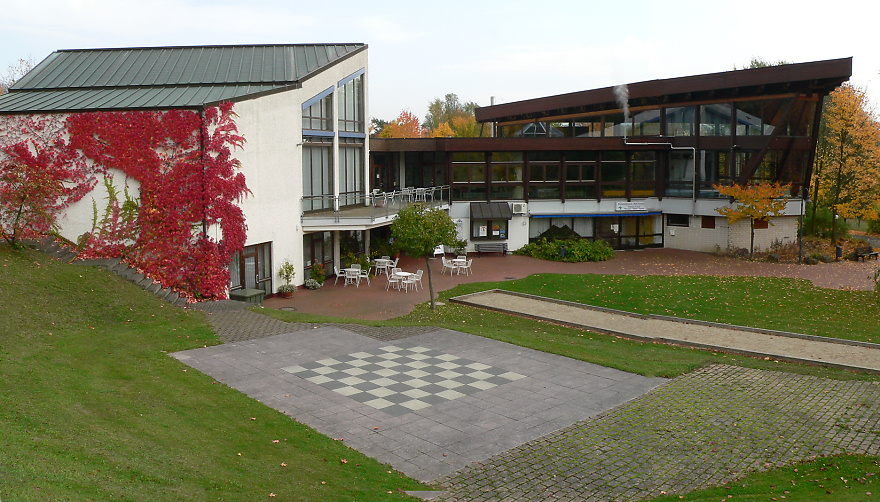
Kurhaus im Kurpark
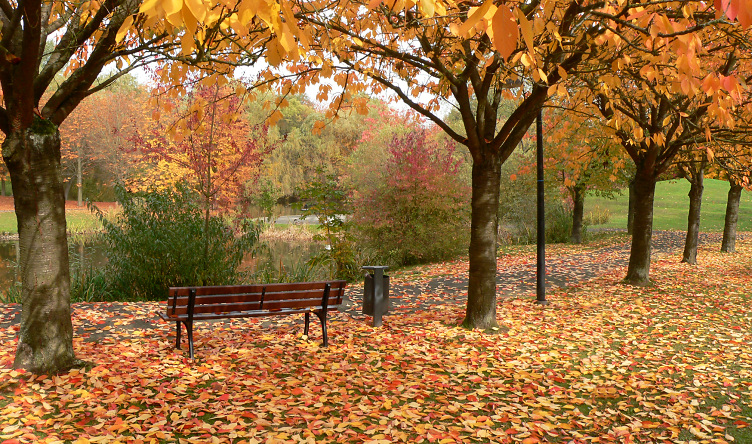
Im herbstlichen Kurpark
Hardtwaldklinik I mit Sternwarte, im Hintergrund der Berg Altenburg
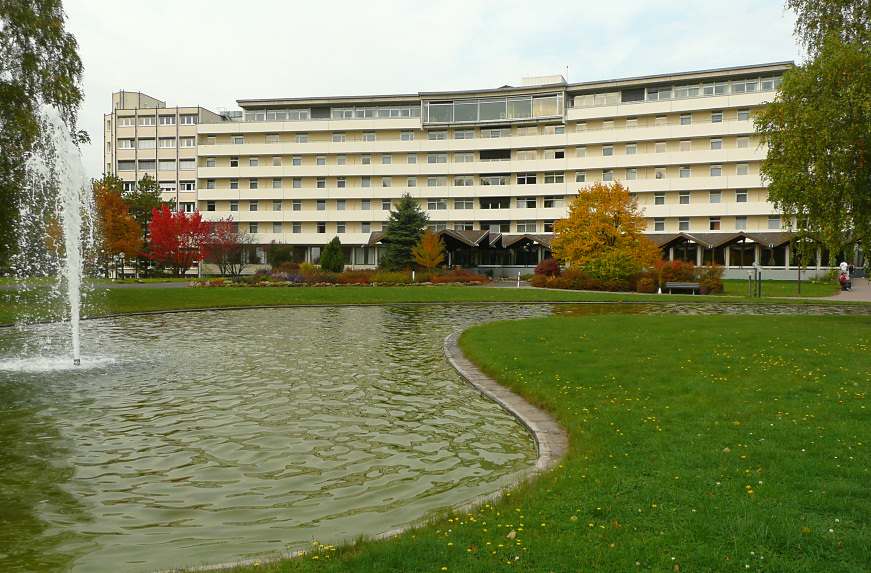
Hardtwaldklinik II oberhalb des Ortes

### Freizeit
Nahe dem Ort am Fuße des Berges Altenburg gibt es einen Campingplatz an der Schwalm, den seit 1961 der Camping-Club-Kassel e. V. betreibt. Dort führt ein Radfernweg vorbei. Für Kanuten, Motorrad-, Radfahrer und Wanderer bietet der Campingplatz Übernachtungsmöglichkeiten in Trekkinghütten. Auf dem Reiterhof in der benachbarten ehemaligen Keilmühle werden Reitunterricht und geführte Ausritte angeboten.

### Fußball
Die Spielgemeinschaft Bad Zwesten/Urfftal ging 1987 aus dem FC Rot-Weiß Bad Zwesten e. V. und dem TSV Urfftal 08 e. V. hervor. Die Spielgemeinschaft unterhält mehrere Jugend-, Herren-, Damen- und Senioren-Fußballmannschaften. Größte Erfolge: Die erste Herren-Mannschaft sicherte sich in der Saison 2015/16 die Meisterschaft in der Kreisliga A2 und schaffte so den Aufstieg in die Kreisoberliga. Die zweite Herren-Mannschaft wurde in der Saison 2015/16 Meister in der Kreisliga B2. Seit 2013 gibt es eine Damenmannschaft, sie spielt seit dem Aufstieg in der Saison 2018/19 in der Kreisoberliga Nordhessen.

### Verkehr
Bad Zwesten liegt am Schnittpunkt der Bundesstraßen 3 und 485. Zur Bundesautobahn 49 (Kassel – Fritzlar – Marburg) Anschlussstelle Borken/Bad Zwesten sind es ca. fünf Kilometer. Die Gemeinde gehört dem Nordhessischen Verkehrsverbund an, der u. a. ein Anrufsammeltaxi zum Bahnhof Borken an der Main-Weser-Bahn anbietet. Bad Zwesten ist seit Juli 2014 an das nationale Fernbusliniennetz durch Flixbus angebunden.

### Bildung

#### Schulen
In Bad Zwesten gibt es zwei Schulen:
- Altenburgschule, Bad Zwesten (Grundschule)
- CJD Jugenddorf-Christophorusschule, Oberurff (Realschule und Gymnasium mit Internat)

#### Kindergärten
- Kindergarten Kasseler Straße, Bad Zwesten
- Kindergarten Betzigeröder Weg, Bad Zwesten

## Persönlichkeiten
- Friedrich Bachmann (1884–1961), in Niederurff geborener preußischer Regierungspräsident und Landrat des Kreises Biedenkopf
- Wolfram Elsner (* 1950), Wirtschaftswissenschaftler
- Heinrich Haupt (* 1948), Politiker (SPD), ehemaliger Landtagsabgeordneter
- Martin Häusling (* 1961), Politiker (B90/Die Grünen), Abgeordneter des Europaparlaments
- Elmar Kraushaar (* 1950), Journalist
- Wolfgang Kraushaar (* 1948), Politologe